# دون كيركوود
دون كيركوود (بالإنجليزية: Don Kirkwood)‏ هو لاعب كرة قاعدة أمريكي، ولد في 24 سبتمبر 1949 في بونتياك في الولايات المتحدة.

## وصلات خارجية
- دون كيركوود على موقعبيزبول رفرنس.كوم (الدوري الرئيسي) (الإنجليزية)
- دون كيركوود على موقعبيزبول رفرنس.كوم (الدوري الثانوي) (الإنجليزية)
- دون كيركوود على موقع مشجعي الرسوم البيانية (الإنجليزية)